# نائوتو تومارون
نائوتو تومارون (ژاپنی: 外丸 尚人؛ زادهٔ ۵ آوریل ۱۹۷۲) یک بازیکن فوتبال اهل ژاپن است.
از باشگاه‌هایی که در آن بازی کرده است می‌توان به باشگاه فوتبال توکیو وردی اشاره کرد.